# Michele Quaranta
Michele Quaranta (Forlimpoli, 24. prosinca 1953.), talijanski majstor borilačkih vještina. Nositelj je 7. Dana u aikidu.

## Životopis
Michele Quaranta je rođen 1953 godine u malom talijanskom gradiću Forlimpoli, koji leži između gradova Bolonja i Rimini. Sa šest godina Quarante se sa svojom obitelji preselio u Francusku, gdje je završio srednju tehnološku školu. Kasnije je počeo živjeti i raditi u Švicarskoj u Baselu, gdje radi i danas.
Radio je kao bankarski službenik, a bio je i profesionalni nogometaš NK Nordsterna. Nakon nogometaške karijere počeo je da radi kao profesionalni nogometni trener. Aikido je započeo vježbati 1972. godine i od tada kontinuirano vježba. Svoj vlastiti dojo je osnovao u Baselu 1983. godine. Bio je učenik i 20 je godina djelovao kao uke (asistent) japanskom majstoru Masatomiju Ikedi. U tom razdoblju je Qauranta pratio Ikedu na gotovo svim njegovim seminarima.
Nakon što je Masatomi Ikeda otišao u mirovinu 2001. godine, Michele Quaranta je nastavio podučavati i širiti aikido prema metodologiji koju je naslijedio od svoga učitelja. Osim aikida predaje i hojo, disciplinu razvijenu u poznatoj školi Kashima Shinden Jikishinkage Ryu, koja postoji od 14. stoljeća. Quaranta drži aikido seminare u Poljskoj, Hrvatskoj, Irskoj, Slovačkoj, Češkoj, Nizozemskoj, Ukrajini, Sjevernoj Makedoniji, Egiptu, Srbiji, Bugarskoj i Velikoj Britaniji. Diljem Europe postoji 3.000 aikidoka koji Michelea Quarantu smatraju svojim učiteljem. Tehnički je ravnatelj Slovačke aikido asocijacije i član tehničkog komiteta Aikido federacije Srbije i Aikida Švicarske, te predvodi jedan dio Poljske aikido federacije.
Michele Quaranta govori talijanski, francuski, njemački, španjolski i engleski jezik.

## Vanjske povezice
- Michele Quaranta
- Interview with Michele Quaranta